# Bogreol
En bogreol, boghylde, bogskab (med låger) eller kabinet (lukket bogreol) − er møbler og inventar hvis hovedformål er opbevaring af bøger, men anvendes ofte også til andre formål, for eksempel til opstilling eller udstilling af fotografier, medaljer, keramikgenstande eller anden pynt.
Ved anvendelse af bogreoler − herunder bogskabe og boghylder − søger man at løse det problem, der kan opstå når
antallet af bøger der skal håndteres og holdes styr på, er vokset så meget at det besværliggør arbejdet.
Først fra slutningen af 1400-tallet med bogtrykkerkunstens udbredelse blev der et større behov for opbevaring af bøger ud over i samfundets øverste lag, skrivestuer, scriptorier, i kancellier, klostre, arkiver og lignende.
Da måden at opbevare bøger på også har betydning for deres tilstand på længere sigt, er det ikke ligegyldigt hvordan man griber opgaven an.
En særlig udformning til opbevaring og transport af bøger er en barrister's bookcase. Det er en slags flytbar 'reolkasse', ofte med tophængt glaslåge og hængsler så advokater kunne medbringe deres lovbøger rundt til forskellige retssale.
- Bogreoler
- Bogskab med evangelierne. Mosaik fra 400-tallet i Galla Placidias mausoleum i Ravenna med Skt. Laurentius
- Skriveren Ezra og hans bogskab. Codex Amiatinus fra 700-tallet
- Drejelig ark anvendt af kinesiske Kaifengjøder - Oprindelig til buddhistiske sutraer. Illustration fra Song-dynastiet
- En skriver i en skrivestue, scriptorium, med hylder
- Bebudelsen af Sebastiano Mainardi. Ca. 1482
- Bogreol med lænkede bøger i Hereford Cathedral Library.
- Reol eller bogskab fra Ferapontovklostret i Vologda oblast. 1600-tallet
- Enkel boghylde fra Gotland. 1600-tallet
- Luksusbogreoler med glaslåger i det franske justitsministerium
- En falsk bogreol anvendt som dekoration eller staffage i et portrætfoto af Meïr Aron Goldschmidt. Af Georg E. Hansen. 1800-tallet
- Offentlig bogreol fra Oxford i Bonn, Tyskland
- Endevæg i tagetage tapetseret med bogreoler
- Skrivepult med plads til bøger øverst
- En svensk String boghylde af Nisse og Kajsa Strinning fra 1949
- System med ganske tynde glashylder. Foto fra 1958
- Reolsystem fra 1960'erne med plads til barskab
- Bøger opstillet til salg i en boghandel
- Pladsbesparende bogreoler i et arkiv
- Reolsystem til biblioteker med stålhylder og flytbare bogstøtter. Universitetsbibliotek Regensburg, 2006